# Rosita Rodrigo
Rosita Rodrigo (La Llosa de Ranes, 5 de enero de 1891-Barcelona, 1 de abril de 1959) fue una actriz, vedette, bailarina y cancionista española, de gran éxito en España, México, Cuba y Argentina.

## Carrera
Nació el 5 de enero de 1891 en La Llosa de Ranes (Valencia) y su verdadero nombre era Rosa de Lima Rodrigo Gómez. Primerísima vedette española, estudió canto en Italia y cantó en los primeros teatros de Ópera. En 1917 aceptó debutar como cupletista en Barcelona tras el escándalo que surgió cuando un pintor enamorado de ella asesinó al hijo de los condes de Villamar por su amor, lo que la obligó a abandonar Valencia para debutar en el Palace de Madrid. Luego trabajó en el Eden Concert contratada por Fernando Bayés donde estrenó zarzuelas de Jacinto Guerrero y en 1922 con la compañía de Eulogio Velasco estrenaba el Arco iris, la revue más ostentosa de su tiempo. En 1926 debutaba en el Teatro Cómico de Barcelona con la compañía de Manolo Sugrañes estrenando Joy Joy. En 1949  Rosita estrena con Luis Escobar la obra Electra.
Fue considerada la primera vedette de Barcelona, muy amiga de Josep María de Segarra. Se dijo que fue amante del dictador Miguel Primo de Rivera. Durante 1929 fue empresaria del Tablao de la Exposición Internacional en Montjuich "El Patio del Farolillo" donde debutarían muchas artistas del flamenco. También se desempeñó como  profesora de canto en el Real Conservatorio de Valencia.
Rosita Rodrigo es considerada por muchos historiadores como una de las pioneras de las «vedettes» de origen español que cosechó éxitos en el extranjero. Desfiló por los estudios de París, Londres y Berlín para realizar películas en castellano como otros actores y actrices de teatro como Rosario Pino, Carmen Ruiz Moragas, Isabel Barrón, Imperio Argentina y Florindo Ferrario, entre otros. 
Llegó por primera vez a Buenos Aires allá por 1919. En Argentina brilló en el Teatro San Martín al igual que otras estrellas del momento como Azucena Maizani, Tomás Simari, Carlos Morganti, y músicos como Francisco Payá y Manuel Coll. En este país hizo el Terceto de las ratas de La Gran Vía (1922), interpretado junto a  Miguel Lamas, Gabriela Besanzoni, Taurino Parvis e Ignacio León, y Las horas del amor (1932) con el comediante Roberto García Ramos y el mago Mister London y sus enanos. En su compañía, el 14 de mayo de 1920 debuta la gran actriz, vedette y cantante Tita Merello en la obra picaresca Las vírgenes de Teres, en el teatro Avenida, luego de que una actriz de su elenco enfermera de pulmonía. Hizo giras como cantante de operetas por Radio Municipal. En 1939 participó como vestuarista en la película Gente bien, dirigida por Manuel Romero, junto a Hugo del Carril, Tito Lusiardo y Delia Garcés.
Entre sus temas más populares se encuentran la zarzuela valenciana Les barraques y Muñequita de trapo.,
Era conocida por su frescura, atrevimiento, inteligencia y elegancia picante de «vedette» de revistas, que sabía ser fastuosa sin incurrir en recargamientos reprensible. La bellísima y celebrada cancionista hizo, además, brillantes campañas en los teatros de Madrid, y, en «tournée», por los principales teatros de España.
Conoció a personalidades de la literatura como Federico García Lorca, Carlos Gardel y Miguel García Posada. Como así también ligadas a la política como fue su relación con Alfonso XIII. Falleció en Barcelona en la madrugada del 2 de abril de 1959. Está enterrada en el cementerio de Sant Andreu de Barcelona.